# Ormosia remissa
Ormosia remissa är en tvåvingeart som beskrevs av Alexander 1953. Ormosia remissa ingår i släktet Ormosia och familjen småharkrankar. Inga underarter finns listade i Catalogue of Life.